# Éliminatoires de la Coupe du monde de football 2010, zone Asie, troisième tour
Cet article donne les résultats des matches du troisième tour de qualification pour la zone Asie pour la qualification à la Coupe du monde 2010 ainsi que le tirage au sort spécifique à ce tour de qualification.

## Tirage au sort du troisième tour
Pour ce troisième tour, se sont qualifiés :
| Directement au 3e tour                                           | Les 11 meilleurs vainqueurs du 1er tour                                                                                              | Les vainqueurs du 2e tour                          |
| ---------------------------------------------------------------- | --- | -------------------------------------------------- |
| 1. Australie 2. Corée du Sud 3. Arabie saoudite 4. Japon 5. Iran | 1. Bahreïn 2. Ouzbékistan 3. Koweït 4. Corée du Nord 5. Chine 6. Jordanie 7. Irak 8. Liban 9. Oman 10. Émirats arabes unis 11. Qatar | 1. Syrie 2. Thaïlande 3. Turkménistan 4. Singapour |

Ces vingt équipes ont été réparties dans 4 chapeaux de 5 équipes lors du tirage au sort de Durban, Afrique du Sud le 25 novembre 2007. 
Les quatre chapeaux étaient :
| Chapeau A                                         | Chapeau B                                      | Chapeau C                                    | Chapeau D                                    |
| ------------------------------------------------- | ---------------------------------------------- | -------------------------------------------- | -------------------------------------------- |
| Australie Corée du Sud Iran Japon Arabie saoudite | Bahreïn Ouzbékistan Koweït Corée du Nord Chine | Jordanie Irak Liban Oman Émirats arabes unis | Qatar Syrie Thaïlande Turkménistan Singapour |

## Groupe 1

### Classement
| Rang | Équipe    | Pts | J | G | N | P | Bp | Bc | Diff |  | Résultats (▼ dom., ► ext.) |     |     |     |     |
| ---- | --------- | --- | - | - | - | - | -- | -- | ---- |  | -------------------------- | --- | --- | --- | --- |
| 1    | Australie | 10  | 6 | 3 | 1 | 2 | 7  | 3  | +4   |  | Australie                  |     | 3-0 | 1-0 | 0-1 |
| 2    | Qatar     | 10  | 6 | 3 | 1 | 2 | 5  | 6  | -1   |  | Qatar                      | 1-3 |     | 2-0 | 0-0 |
| 3    | Irak      | 7   | 6 | 2 | 1 | 3 | 4  | 6  | -2   |  | Irak                       | 1-0 | 0-1 |     | 1-1 |
| 4    | Chine     | 6   | 6 | 1 | 3 | 2 | 3  | 4  | -1   |  | Chine                      | 0-0 | 0-1 | 1-2 |     |

### Resultats
| 6 février 2008 | Australie                                | 3 – 0 | Qatar | Telstra Dome, Melbourne                                 |                                                         |
| 19:30 UTC+11   | Kennedy 11e · Cahill 17e · Bresciano 33e |       |       | Spectateurs : 50 969 Arbitrage : Subkhiddin Mohd Salleh | Spectateurs : 50 969 Arbitrage : Subkhiddin Mohd Salleh |
| 19:30 UTC+11   | Rapport                                  |       |       | Spectateurs : 50 969 Arbitrage : Subkhiddin Mohd Salleh | Spectateurs : 50 969 Arbitrage : Subkhiddin Mohd Salleh |

| 6 février 2008 | Irak                   | 1 – 1 | Chine         | Stade Al-Rashid, Dubaï (Émirats arabes unis)[A] |                                               |
| 16:30 UTC+4    | Hawar Mulla 51e (pen.) |       | Zheng Zhi 75e | Spectateurs : 11 000 Arbitrage : Mohsen Torky   | Spectateurs : 11 000 Arbitrage : Mohsen Torky |
| 16:30 UTC+4    | Rapport                |       |               | Spectateurs : 11 000 Arbitrage : Mohsen Torky   | Spectateurs : 11 000 Arbitrage : Mohsen Torky |

| 26 mars 2008 | Chine   | 0 – 0 | Australie | Stade Tuodong, Kunming                             |                                                    |
| 14:00 UTC+8  |         |       |           | Spectateurs : 32 000 Arbitrage : Mohamed Al Saeedi | Spectateurs : 32 000 Arbitrage : Mohamed Al Saeedi |
| 14:00 UTC+8  | Rapport |       |           | Spectateurs : 32 000 Arbitrage : Mohamed Al Saeedi | Spectateurs : 32 000 Arbitrage : Mohamed Al Saeedi |

| 26 mars 2008 | Qatar             | 2 – 0 | Irak | Stade Jassim Bin Hamad, Doha                      |                                                   |
| 18:30 UTC+3  | Montezine 1re 62e |       |      | Spectateurs : 13 000 Arbitrage : Yuichi Nichimura | Spectateurs : 13 000 Arbitrage : Yuichi Nichimura |
| 18:30 UTC+3  | Rapport           |       |      | Spectateurs : 13 000 Arbitrage : Yuichi Nichimura | Spectateurs : 13 000 Arbitrage : Yuichi Nichimura |

| 1er juin 2008 | Australie  | 1 – 0 | Irak | Suncorp Stadium, Brisbane                        |                                                  |
| 17:00 UTC+10  | Kewell 47e |       |      | Spectateurs : 48 678 Arbitrage : Ravshan Irmatov | Spectateurs : 48 678 Arbitrage : Ravshan Irmatov |
| 17:00 UTC+10  | Rapport    |       |      | Spectateurs : 48 678 Arbitrage : Ravshan Irmatov | Spectateurs : 48 678 Arbitrage : Ravshan Irmatov |

| 2 juin 2008 | Qatar   | 0 – 0 | Chine | Stade Jassim Bin Hamad, Doha                 |                                              |
| 19:00 UTC+3 |         |       |       | Spectateurs : 9 000 Arbitrage : Muhsen Basma | Spectateurs : 9 000 Arbitrage : Muhsen Basma |
| 19:00 UTC+3 | Rapport |       |       | Spectateurs : 9 000 Arbitrage : Muhsen Basma | Spectateurs : 9 000 Arbitrage : Muhsen Basma |

| 7 juin 2008 | Chine   | 0 – 1 | Qatar               | Centre olympique de Tianjin, Tianjin         |                                              |
| 20:00 UTC+8 |         |       | Quintana 14e (pen.) | Spectateurs : 50 000 Arbitrage : Talaat Najm | Spectateurs : 50 000 Arbitrage : Talaat Najm |
| 20:00 UTC+8 | Rapport |       |                     | Spectateurs : 50 000 Arbitrage : Talaat Najm | Spectateurs : 50 000 Arbitrage : Talaat Najm |

| 7 juin 2008 | Irak              | 1 – 0 | Australie | Stade Al-Rashid, Dubaï (Émirats arabes unis)[A]    |                                                    |
| 20:00 UTC+4 | Emad Mohammed 28e |       |           | Spectateurs : 8 000 Arbitrage : Kazuhiko Matsumura | Spectateurs : 8 000 Arbitrage : Kazuhiko Matsumura |
| 20:00 UTC+4 | Rapport           |       |           | Spectateurs : 8 000 Arbitrage : Kazuhiko Matsumura | Spectateurs : 8 000 Arbitrage : Kazuhiko Matsumura |

| 14 juin 2008 | Chine           | 1 – 2 | Irak                                 | Centre olympique de Tianjin, Tianjin          |                                               |
| 20:00 UTC+8  | Zhou Haibin 33e |       | Emad Mohammed 41e · Nashat Akram 65e | Spectateurs : 39 000 Arbitrage : Abdul Bashir | Spectateurs : 39 000 Arbitrage : Abdul Bashir |
| 20:00 UTC+8  | Rapport         |       |                                      | Spectateurs : 39 000 Arbitrage : Abdul Bashir | Spectateurs : 39 000 Arbitrage : Abdul Bashir |

| 14 juin 2008 | Qatar          | 1 – 3 | Australie                    | Stade Jassim Bin Hamad, Doha                  |                                               |
| 19:00 UTC+3  | Al Khalfan 89e |       | Emerton 17e 56e · Kewell 74e | Spectateurs : 12 000 Arbitrage : Lee Gi-Young | Spectateurs : 12 000 Arbitrage : Lee Gi-Young |
| 19:00 UTC+3  | Rapport        |       |                              | Spectateurs : 12 000 Arbitrage : Lee Gi-Young | Spectateurs : 12 000 Arbitrage : Lee Gi-Young |

| 22 juin 2008 | Australie | 0 – 1 | Chine         | ANZ Stadium, Sydney                               |                                                   |
| 18:00 UTC+10 |           |       | Sun Xiang 12e | Spectateurs : 70 054 Arbitrage : Khalil Al Ghamdi | Spectateurs : 70 054 Arbitrage : Khalil Al Ghamdi |
| 18:00 UTC+10 | Rapport   |       |               | Spectateurs : 70 054 Arbitrage : Khalil Al Ghamdi | Spectateurs : 70 054 Arbitrage : Khalil Al Ghamdi |

| 22 juin 2008 | Irak    | 0 – 1 | Qatar      | Stade Al-Rashid, Dubaï (Émirats arabes unis)[A]       |                                                       |
| 20:00 UTC+4  |         |       | Bechir 77e | Spectateurs : 10 000 Arbitrage : Ali Hamad Al-Badwawi | Spectateurs : 10 000 Arbitrage : Ali Hamad Al-Badwawi |
| 20:00 UTC+4  | Rapport |       |            | Spectateurs : 10 000 Arbitrage : Ali Hamad Al-Badwawi | Spectateurs : 10 000 Arbitrage : Ali Hamad Al-Badwawi |

Notesa b c  En raison des problèmes de soucis de sécurité, l'Irak joua tous ses matchs à domicile à Dubaï, Émirats arabes unis.

## Groupe 2

### Classement
| Rang | Équipe    | Pts | J | G | N | P | Bp | Bc | Diff |  | Résultats (▼ dom., ► ext.) |     |     |     |     |
| ---- | --------- | --- | - | - | - | - | -- | -- | ---- |  | -------------------------- | --- | --- | --- | --- |
| 1    | Japon     | 13  | 6 | 4 | 1 | 1 | 12 | 3  | +9   |  | Japon                      |     | 1-0 | 3-0 | 4-1 |
| 2    | Bahreïn   | 11  | 6 | 3 | 2 | 1 | 7  | 5  | +2   |  | Bahreïn                    | 1-0 |     | 1-1 | 1-1 |
| 3    | Oman      | 8   | 6 | 2 | 2 | 2 | 5  | 7  | -2   |  | Oman                       | 1-1 | 0-1 |     | 2-1 |
| 4    | Thaïlande | 1   | 6 | 0 | 1 | 5 | 5  | 14 | -9   |  | Thaïlande                  | 0-3 | 2-3 | 0-1 |     |

### Resultats
| 6 février 2008 | Japon                                            | 4 – 1 | Thaïlande    | Stade Saitama 2002, Saitama                       |                                                   |
| 19:20 UTC+9    | Endo 21e · Okubo 54e · Nakazawa 66e · Maki 90+1e |       | Winothai 22e | Spectateurs : 35 130 Arbitrage : Khalil Al Ghamdi | Spectateurs : 35 130 Arbitrage : Khalil Al Ghamdi |
| 19:20 UTC+9    | Rapport                                          |       |              | Spectateurs : 35 130 Arbitrage : Khalil Al Ghamdi | Spectateurs : 35 130 Arbitrage : Khalil Al Ghamdi |

| 6 février 2008 | Oman    | 0 – 1 | Bahreïn    | Sultan Qaboos Sports Complex, Muscat          |                                               |
| 18:30 UTC+4    |         |       | Hubail 14e | Spectateurs : 28 000 Arbitrage : Lee Gi Young | Spectateurs : 28 000 Arbitrage : Lee Gi Young |
| 18:30 UTC+4    | Rapport |       |            | Spectateurs : 28 000 Arbitrage : Lee Gi Young | Spectateurs : 28 000 Arbitrage : Lee Gi Young |

| 26 mars 2008 | Thaïlande | 0 – 1 | Oman        | Stade Rajamangala, Bangkok                    |                                               |
| 18:30 UTC+7  |           |       | Al Ajmi 1re | Spectateurs : 40 000 Arbitrage : Mohsen Torky | Spectateurs : 40 000 Arbitrage : Mohsen Torky |
| 18:30 UTC+7  | Rapport   |       |             | Spectateurs : 40 000 Arbitrage : Mohsen Torky | Spectateurs : 40 000 Arbitrage : Mohsen Torky |

| 26 mars 2008 | Bahreïn    | 1 – 0 | Japon | Stade national de Bahreïn, Manama            |                                              |
| 17:20 UTC+3  | Hubail 77e |       |       | Spectateurs : 26 000 Arbitrage : Mark Shield | Spectateurs : 26 000 Arbitrage : Mark Shield |
| 17:20 UTC+3  | Rapport    |       |       | Spectateurs : 26 000 Arbitrage : Mark Shield | Spectateurs : 26 000 Arbitrage : Mark Shield |

| 2 juin 2008 | Japon                                      | 3 – 0 | Oman | Nissan Stadium, Yokohama                            |                                                     |
| 19:20 UTC+9 | Nakazawa 10e · Okubo 22e · S. Nakamura 49e |       |      | Spectateurs : 46 764 Arbitrage : Abdul Malik Bashir | Spectateurs : 46 764 Arbitrage : Abdul Malik Bashir |
| 19:20 UTC+9 | Rapport                                    |       |      | Spectateurs : 46 764 Arbitrage : Abdul Malik Bashir | Spectateurs : 46 764 Arbitrage : Abdul Malik Bashir |

| 2 juin 2008 | Thaïlande                     | 2 – 3 | Bahreïn                         | Stade Rajamangala, Bangkok                  |                                             |
| 18:30 UTC+7 | Chaikamdee 25e · Winothai 45e |       | Isa 22e · Latif 34e · Adnan 57e | Spectateurs : 15 000 Arbitrage : Sun Baojie | Spectateurs : 15 000 Arbitrage : Sun Baojie |
| 18:30 UTC+7 | Rapport                       |       |                                 | Spectateurs : 15 000 Arbitrage : Sun Baojie | Spectateurs : 15 000 Arbitrage : Sun Baojie |

| 7 juin 2008 | Oman           | 1 – 1 | Japon           | Royal Oman Police Stadium, Muscat                      |                                                        |
| 17:15 UTC+4 | A. Mubarak 11e |       | Endo 53e (pen.) | Spectateurs : 6 500 Arbitrage : Subkhiddin Mohd Salleh | Spectateurs : 6 500 Arbitrage : Subkhiddin Mohd Salleh |
| 17:15 UTC+4 | Rapport        |       |                 | Spectateurs : 6 500 Arbitrage : Subkhiddin Mohd Salleh | Spectateurs : 6 500 Arbitrage : Subkhiddin Mohd Salleh |

| 7 juin 2008 | Bahreïn | 1 – 1 | Thaïlande    | Stade national de Bahreïn, Manama             |                                               |
| 19:30 UTC+3 | Isa 67e |       | Thonglao 65e | Spectateurs : 21 000 Arbitrage : Muhsen Basma | Spectateurs : 21 000 Arbitrage : Muhsen Basma |
| 19:30 UTC+3 | Rapport |       |              | Spectateurs : 21 000 Arbitrage : Muhsen Basma | Spectateurs : 21 000 Arbitrage : Muhsen Basma |

| 14 juin 2008 | Thaïlande | 0 – 3 | Japon                                      | Stade Rajamangala, Bangkok                            |                                                       |
| 17:30 UTC+7  |           |       | Tulio 23e · Nakazawa 39e · K. Nakamura 89e | Spectateurs : 25 000 Arbitrage : Ali Hamad Al-Badwawi | Spectateurs : 25 000 Arbitrage : Ali Hamad Al-Badwawi |
| 17:30 UTC+7  | Rapport   |       |                                            | Spectateurs : 25 000 Arbitrage : Ali Hamad Al-Badwawi | Spectateurs : 25 000 Arbitrage : Ali Hamad Al-Badwawi |

| 14 juin 2008 | Bahreïn   | 1 – 1 | Oman        | Stade national de Bahreïn, Manama               |                                                 |
| 19:30 UTC+3  | Aaish 41e |       | Al Ajmi 72e | Spectateurs : 25 000 Arbitrage : Saad Al Fadhli | Spectateurs : 25 000 Arbitrage : Saad Al Fadhli |
| 19:30 UTC+3  | Rapport   |       |             | Spectateurs : 25 000 Arbitrage : Saad Al Fadhli | Spectateurs : 25 000 Arbitrage : Saad Al Fadhli |

| 22 juin 2008 | Japon      | 1 – 0 | Bahreïn | Stade Saitama 2002, Saitama                      |                                                  |
| 19:20 UTC+9  | Uchida 90e |       |         | Spectateurs : 51 180 Arbitrage : Ravshan Irmatov | Spectateurs : 51 180 Arbitrage : Ravshan Irmatov |
| 19:20 UTC+9  | Rapport    |       |         | Spectateurs : 51 180 Arbitrage : Ravshan Irmatov | Spectateurs : 51 180 Arbitrage : Ravshan Irmatov |

| 22 juin 2008 | Oman             | 2 – 1 | Thaïlande        | Royal Oman Police Stadium, Muscat             |                                               |
| 18:00 UTC+4  | Amad Ali 58e 85e |       | Sripan 3e (pen.) | Spectateurs : 3 000 Arbitrage : Salem Mujghef | Spectateurs : 3 000 Arbitrage : Salem Mujghef |
| 18:00 UTC+4  | Rapport          |       |                  | Spectateurs : 3 000 Arbitrage : Salem Mujghef | Spectateurs : 3 000 Arbitrage : Salem Mujghef |

## Groupe 3

### Classement
| Rang | Équipe        | Pts | J | G | N | P | Bp | Bc | Diff |  | Résultats (▼ dom., ► ext.) |     |     |     |     |
| ---- | ------------- | --- | - | - | - | - | -- | -- | ---- |  | -------------------------- | --- | --- | --- | --- |
| 1    | Corée du Sud  | 12  | 6 | 3 | 3 | 0 | 10 | 3  | +7   |  | Corée du Sud               |     | 0-0 | 2-2 | 4-0 |
| 2    | Corée du Nord | 12  | 6 | 3 | 3 | 0 | 4  | 0  | +4   |  | Corée du Nord              | 0-0 |     | 2-0 | 1-0 |
| 3    | Jordanie      | 7   | 6 | 2 | 1 | 3 | 6  | 6  | 0    |  | Jordanie                   | 0-1 | 0-1 |     | 2-0 |
| 4    | Turkménistan  | 1   | 6 | 0 | 1 | 5 | 1  | 12 | -11  |  | Turkménistan               | 1-3 | 0-0 | 0-2 |     |

### Resultats
| 6 février 2008 | Corée du Sud                                                | 4 – 0 | Turkménistan | Stade de la Coupe du monde, Séoul            |                                              |
| 15:00 UTC+9    | Kwak Tae-hwi 43e · Seol Ki-hyeon 57e 85e · Park Ji-sung 73e |       |              | Spectateurs : 25 738 Arbitrage : Jasim Karim | Spectateurs : 25 738 Arbitrage : Jasim Karim |
| 15:00 UTC+9    | Rapport                                                     |       |              | Spectateurs : 25 738 Arbitrage : Jasim Karim | Spectateurs : 25 738 Arbitrage : Jasim Karim |

| 6 février 2008 | Jordanie | 0 – 1 | Corée du Nord    | Stade international d'Amman, Amman                  |                                                     |
| 17:00 UTC+2    |          |       | Hong Yong-jo 44e | Spectateurs : 16 000 Arbitrage : Tayeb Shamsuzzaman | Spectateurs : 16 000 Arbitrage : Tayeb Shamsuzzaman |
| 17:00 UTC+2    | Rapport  |       |                  | Spectateurs : 16 000 Arbitrage : Tayeb Shamsuzzaman | Spectateurs : 16 000 Arbitrage : Tayeb Shamsuzzaman |

| 26 mars 2008 | Corée du Nord | 0 – 0 | Corée du Sud | Stade de Hongkou, Shanghai (RP Chine)[A]        |                                                 |
| 19:00 UTC+8  |               |       |              | Spectateurs : 20 000 Arbitrage : Saad Al Fadhli | Spectateurs : 20 000 Arbitrage : Saad Al Fadhli |
| 19:00 UTC+8  | Rapport       |       |              | Spectateurs : 20 000 Arbitrage : Saad Al Fadhli | Spectateurs : 20 000 Arbitrage : Saad Al Fadhli |

| 26 mars 2008 | Turkménistan | 0 – 2 | Jordanie                 | Stade olympique d'Achgabat, Achgabat            |                                                 |
| 17:00 UTC+5  |              |       | Al Bzoor 33e · Bawab 86e | Spectateurs : 20 000 Arbitrage : Satop Tongkhan | Spectateurs : 20 000 Arbitrage : Satop Tongkhan |
| 17:00 UTC+5  | Rapport      |       |                          | Spectateurs : 20 000 Arbitrage : Satop Tongkhan | Spectateurs : 20 000 Arbitrage : Satop Tongkhan |

| 31 mai 2008 | Corée du Sud                                 | 2 – 2 | Jordanie             | Stade de la Coupe du monde, Séoul            |                                              |
| 20:00 UTC+9 | Park Ji-sung 39e · Park Chu-young 48e (pen.) |       | Abdel Fattah 73e 80e | Spectateurs : 50 000 Arbitrage : Mark Shield | Spectateurs : 50 000 Arbitrage : Mark Shield |
| 20:00 UTC+9 | Rapport                                      |       |                      | Spectateurs : 50 000 Arbitrage : Mark Shield | Spectateurs : 50 000 Arbitrage : Mark Shield |

| 2 juin 2008 | Turkménistan | 0 – 0 | Corée du Nord | Stade olympique d'Achgabat, Achgabat              |                                                   |
| 17:00 UTC+5 |              |       |               | Spectateurs : 20 000 Arbitrage : Khalil Al Ghamdi | Spectateurs : 20 000 Arbitrage : Khalil Al Ghamdi |
| 17:00 UTC+5 | Rapport      |       |               | Spectateurs : 20 000 Arbitrage : Khalil Al Ghamdi | Spectateurs : 20 000 Arbitrage : Khalil Al Ghamdi |

| 7 juin 2008 | Corée du Nord     | 1 – 0 | Turkménistan | Stade Kim Il-sung, Pyongyang               |                                            |
| 17:00 UTC+9 | Choe Kum-chol 72e |       |              | Spectateurs : 25 000 Arbitrage : Saad Mane | Spectateurs : 25 000 Arbitrage : Saad Mane |
| 17:00 UTC+9 | Rapport           |       |              | Spectateurs : 25 000 Arbitrage : Saad Mane | Spectateurs : 25 000 Arbitrage : Saad Mane |

| 7 juin 2008 | Jordanie | 0 – 1 | Corée du Sud              | King Abdullah Stadium, Amman                  |                                               |
| 17:30 UTC+3 |          |       | Park Chu-young 24e (pen.) | Spectateurs : 8 000 Arbitrage : Masoud Moradi | Spectateurs : 8 000 Arbitrage : Masoud Moradi |
| 17:30 UTC+3 | Rapport  |       |                           | Spectateurs : 8 000 Arbitrage : Masoud Moradi | Spectateurs : 8 000 Arbitrage : Masoud Moradi |

| 14 juin 2008 | Corée du Nord        | 2 – 0 | Jordanie | Stade de Yanggakdo, Pyongyang                |                                              |
| 17:00 UTC+9  | Hong Yong-jo 44e 72e |       |          | Spectateurs : 25 000 Arbitrage : Talaat Najm | Spectateurs : 25 000 Arbitrage : Talaat Najm |
| 17:00 UTC+9  | Rapport              |       |          | Spectateurs : 25 000 Arbitrage : Talaat Najm | Spectateurs : 25 000 Arbitrage : Talaat Najm |

| 14 juin 2008 | Turkménistan      | 1 – 3 | Corée du Sud                     | Stade olympique d'Achgabat, Achgabat                |                                                     |
| 19:00 UTC+5  | Ovekov 77e (pen.) |       | Kim Do-heon 14e 86e 90+3e (pen.) | Spectateurs : 11 000 Arbitrage : Hiroyoshi Takayama | Spectateurs : 11 000 Arbitrage : Hiroyoshi Takayama |
| 19:00 UTC+5  | Rapport           |       |                                  | Spectateurs : 11 000 Arbitrage : Hiroyoshi Takayama | Spectateurs : 11 000 Arbitrage : Hiroyoshi Takayama |

| 22 juin 2008 | Corée du Sud | 0 – 0 | Corée du Nord | Seoul World Cup Stadium, Séoul                          |                                                         |
| 20:00 UTC+9  |              |       |               | Spectateurs : 48 519 Arbitrage : Subkhiddin Mohd Salleh | Spectateurs : 48 519 Arbitrage : Subkhiddin Mohd Salleh |
| 20:00 UTC+9  | Rapport      |       |               | Spectateurs : 48 519 Arbitrage : Subkhiddin Mohd Salleh | Spectateurs : 48 519 Arbitrage : Subkhiddin Mohd Salleh |

| 22 juin 2008 | Jordanie             | 2 – 0 | Turkménistan | Stade international d'Amman, Amman         |                                            |
| 18:00 UTC+3  | Abdel Fattah 66e 67e |       |              | Spectateurs : 150 Arbitrage : Ben Williams | Spectateurs : 150 Arbitrage : Ben Williams |
| 18:00 UTC+3  | Rapport              |       |              | Spectateurs : 150 Arbitrage : Ben Williams | Spectateurs : 150 Arbitrage : Ben Williams |

Notes
a Puisque la Corée du Nord ne voulait pas jouer l'hymne sud-coréen et faire voler le drapeau sud-coréen sur le sol nord-coréen, le match a été déplacé de Pyongyang à Shanghai, Chine,.

## Groupe 4

### Classement
| Rang | Équipe          | Pts | J | G | N | P | Bp | Bc | Diff |  | Résultats (▼ dom., ► ext.) |     |     |     |     |
| ---- | --------------- | --- | - | - | - | - | -- | -- | ---- |  | -------------------------- | --- | --- | --- | --- |
| 1    | Arabie saoudite | 15  | 6 | 5 | 0 | 1 | 14 | 5  | +9   |  | Arabie saoudite            |     | 4-0 | 2-0 | 4-1 |
| 2    | Ouzbékistan     | 15  | 6 | 5 | 0 | 1 | 15 | 7  | +8   |  | Ouzbékistan                | 3-0 |     | 1-0 | 3-0 |
| 3    | Singapour       | 6   | 6 | 2 | 0 | 4 | 7  | 13 | -6   |  | Singapour                  | 0-2 | 3-7 |     | 2-0 |
| 4    | Liban           | 0   | 6 | 0 | 0 | 6 | 3  | 14 | -11  |  | Liban                      | 1-2 | 0-1 | 1-2 |     |

### Resultats
| 6 février 2008 | Liban   | 0 – 1 | Ouzbékistan | Cité sportive Camille-Chamoun, Beyrouth          |                                                  |
| 18:00 UTC+2    |         |       | Ahmedov 44e | Spectateurs : 800 Arbitrage : Abdullah Al Hilali | Spectateurs : 800 Arbitrage : Abdullah Al Hilali |
| 18:00 UTC+2    | Rapport |       |             | Spectateurs : 800 Arbitrage : Abdullah Al Hilali | Spectateurs : 800 Arbitrage : Abdullah Al Hilali |

| 6 février 2008 | Arabie saoudite             | 2 – 0 | Singapour | Stade international du Roi Fahd, Riyad        |                                               |
| 20:15 UTC+3    | Al-Qahtani 38e · Mouath 81e |       |           | Spectateurs : 10 000 Arbitrage : Muhsen Basma | Spectateurs : 10 000 Arbitrage : Muhsen Basma |
| 20:15 UTC+3    | Rapport                     |       |           | Spectateurs : 10 000 Arbitrage : Muhsen Basma | Spectateurs : 10 000 Arbitrage : Muhsen Basma |

| 26 mars 2008 | Ouzbékistan                                         | 3 – 0 | Arabie saoudite | MHSK Stadium, Tachkent                                  |                                                         |
| 16:00 UTC+5  | Kapadze 45+1e · Shatskikh 65e · Djeparov 67e (pen.) |       |                 | Spectateurs : 17 000 Arbitrage : Subkhiddin Mohd Salleh | Spectateurs : 17 000 Arbitrage : Subkhiddin Mohd Salleh |
| 16:00 UTC+5  | Rapport                                             |       |                 | Spectateurs : 17 000 Arbitrage : Subkhiddin Mohd Salleh | Spectateurs : 17 000 Arbitrage : Subkhiddin Mohd Salleh |

| 26 mars 2008 | Singapour            | 2 – 0 | Liban | Stade national, Singapour                           |                                                     |
| 19:30 UTC+8  | Đurić 8e · Nawaz 24e |       |       | Spectateurs : 10 118 Arbitrage : Hiroyoshi Takayama | Spectateurs : 10 118 Arbitrage : Hiroyoshi Takayama |
| 19:30 UTC+8  | Rapport              |       |       | Spectateurs : 10 118 Arbitrage : Hiroyoshi Takayama | Spectateurs : 10 118 Arbitrage : Hiroyoshi Takayama |

| 2 juin 2008 | Singapour                                       | 3 – 7 | Ouzbékistan                                                                                 | Stade national, Singapour                                                    |                                                                              |
| 19:30 UTC+8 | Đurić 16e · Fahrudin 31e (pen.) · Wilkinson 73e |       | Kapadze 10e · Karpenko 22e · Djeparov 34e 44e · Denisov 42e · Ibragimov 62e · Shatskikh 88e | Spectateurs : 28 750 Arbitrage : Ali Hamad Al-Badwawi ( Émirats arabes unis) | Spectateurs : 28 750 Arbitrage : Ali Hamad Al-Badwawi ( Émirats arabes unis) |
| 19:30 UTC+8 | Rapport                                         |       |                                                                                             | Spectateurs : 28 750 Arbitrage : Ali Hamad Al-Badwawi ( Émirats arabes unis) | Spectateurs : 28 750 Arbitrage : Ali Hamad Al-Badwawi ( Émirats arabes unis) |

| 2 juin 2008 | Arabie saoudite                                | 4 – 1 | Liban      | Stade international du Roi Fahd, Riyad         |                                                |
| 21:00 UTC+3 | Al-Qahtani 45e 90+1e · Hawsawi 65e · Tukar 83e |       | El Ali 43e | Spectateurs : 8 000 Arbitrage : Saad Al Fadhli | Spectateurs : 8 000 Arbitrage : Saad Al Fadhli |
| 21:00 UTC+3 | Rapport                                        |       |            | Spectateurs : 8 000 Arbitrage : Saad Al Fadhli | Spectateurs : 8 000 Arbitrage : Saad Al Fadhli |

| 7 juin 2008 | Ouzbékistan  | 3 – 0 (Forfait)[A] | Singapour | MHSK Stadium, Tachkent                        |                                               |
| 19:00 UTC+5 | Geynrikh 80e |                    |           | Spectateurs : 12 867 Arbitrage : Kim Dong Jin | Spectateurs : 12 867 Arbitrage : Kim Dong Jin |
| 19:00 UTC+5 | Rapport      |                    |           | Spectateurs : 12 867 Arbitrage : Kim Dong Jin | Spectateurs : 12 867 Arbitrage : Kim Dong Jin |

| 7 juin 2008 | Liban         | 1 – 2 | Arabie saoudite | Stade international du Roi Fahd, Riyad (Arabie saoudite)[B] |                                                |
| 18:00 UTC+3 | Ghaddar 90+3e |       | Tukar 45+2e 60e | Spectateurs : 2 000 Arbitrage : Satop Tongkhan              | Spectateurs : 2 000 Arbitrage : Satop Tongkhan |
| 18:00 UTC+3 | Rapport       |       |                 | Spectateurs : 2 000 Arbitrage : Satop Tongkhan              | Spectateurs : 2 000 Arbitrage : Satop Tongkhan |

| 14 juin 2008 | Singapour | 0 – 3 (Forfait)[C] | Arabie saoudite           | Stade national, Singapour                     |                                               |
| 19:30 UTC+8  |           |                    | Otaif 37e · Al-Fraidi 76e | Spectateurs : 23 000 Arbitrage : Ben Williams | Spectateurs : 23 000 Arbitrage : Ben Williams |
| 19:30 UTC+8  | Rapport   |                    |                           | Spectateurs : 23 000 Arbitrage : Ben Williams | Spectateurs : 23 000 Arbitrage : Ben Williams |

| 14 juin 2008 | Ouzbékistan                      | 3 – 0 | Liban | MHSK Stadium, Tachkent                         |                                                |
| 19:00 UTC+5  | Ahmedov 50e 63e · Djeparov 90+4e |       |       | Spectateurs : 7 000 Arbitrage : Matthew Breeze | Spectateurs : 7 000 Arbitrage : Matthew Breeze |
| 19:00 UTC+5  | Rapport                          |       |       | Spectateurs : 7 000 Arbitrage : Matthew Breeze | Spectateurs : 7 000 Arbitrage : Matthew Breeze |

| 22 juin 2008 | Liban             | 1 – 2 | Singapour                        | Cité sportive Camille-Chamoun, Beyrouth     |                                             |
| 18:00 UTC+3  | Khaizan 62e (csc) |       | Dayoub 72e (csc) · Wilkinson 73e | Spectateurs : 500 Arbitrage : Masoud Moradi | Spectateurs : 500 Arbitrage : Masoud Moradi |
| 18:00 UTC+3  | Rapport           |       |                                  | Spectateurs : 500 Arbitrage : Masoud Moradi | Spectateurs : 500 Arbitrage : Masoud Moradi |

| 22 juin 2008 | Arabie saoudite                           | 4 – 0 | Ouzbékistan | Stade international du Roi Fahd, Riyad           |                                                  |
| 21:00 UTC+3  | Otaif 5e · Mouath 36e 88e · Al-Harthi 56e |       |             | Spectateurs : 5 000 Arbitrage : Yuichi Nichimura | Spectateurs : 5 000 Arbitrage : Yuichi Nichimura |
| 21:00 UTC+3  | Rapport                                   |       |             | Spectateurs : 5 000 Arbitrage : Yuichi Nichimura | Spectateurs : 5 000 Arbitrage : Yuichi Nichimura |

Notes
a  D'après les règles, Singapour s'est vu perdre ce match 0-3 par forfait après que ces derniers eurent aligné le joueur Qiu Li, non-qualifié. Initialement, l'Ouzbékistan s'était imposé 1-0.
b  Liban-Arabie saoudite fut déplacé de Beyrouth à Riyad, Arabie saoudite.
c D'après les règles, Singapour s'est vu perdre ce match 0-3 par forfait après que ces derniers eurent aligné le joueur Qiu Li, non-qualifié. Initialement, l'Arabie saoudite s'était imposée 0-2.

## Groupe 5

### Classement
| Rang | Équipe              | Pts | J | G | N | P | Bp | Bc | Diff |  | Résultats (▼ dom., ► ext.) |     |     |     |     |
| ---- | ------------------- | --- | - | - | - | - | -- | -- | ---- |  | -------------------------- | --- | --- | --- | --- |
| 1    | Iran                | 12  | 6 | 3 | 3 | 0 | 7  | 2  | +5   |  | Iran                       |     | 0-0 | 0-0 | 2-0 |
| 2    | Émirats arabes unis | 8   | 6 | 2 | 2 | 2 | 7  | 7  | 0    |  | Émirats arabes unis        | 0-1 |     | 1-3 | 2-0 |
| 3    | Syrie               | 8   | 6 | 2 | 2 | 2 | 7  | 8  | -1   |  | Syrie                      | 0-2 | 1-1 |     | 1-0 |
| 4    | Koweït              | 4   | 6 | 1 | 1 | 4 | 8  | 12 | -4   |  | Koweït                     | 2-2 | 2-3 | 4-2 |     |

### Resultats
| 6 février 2008 | Iran    | 0 – 0 | Syrie | Stade Azadi, Téhéran                                |                                                     |
| 15:00 UTC+3:30 |         |       |       | Spectateurs : 45 000 Arbitrage : Abdul Malik Bashir | Spectateurs : 45 000 Arbitrage : Abdul Malik Bashir |
| 15:00 UTC+3:30 | Rapport |       |       | Spectateurs : 45 000 Arbitrage : Abdul Malik Bashir | Spectateurs : 45 000 Arbitrage : Abdul Malik Bashir |

| 6 février 2008 | Émirats arabes unis        | 2 – 0 | Koweït | Stade Al Jazira Mohammed Bin Zayed, Abou Dabi    |                                                  |
| 19:15 UTC+4    | Al Shehhi 14e · Khalil 53e |       |        | Spectateurs : 19 000 Arbitrage : Ravshan Irmatov | Spectateurs : 19 000 Arbitrage : Ravshan Irmatov |
| 19:15 UTC+4    | Rapport                    |       |        | Spectateurs : 19 000 Arbitrage : Ravshan Irmatov | Spectateurs : 19 000 Arbitrage : Ravshan Irmatov |

| 26 mars 2008 | Syrie     | 1 – 1 | Émirats arabes unis | Abbasiyyin Stadium, Damas                   |                                             |
| 14:30 UTC+2  | Chaabo 2e |       | Matar 54e           | Spectateurs : 35 000 Arbitrage : Sun Baojie | Spectateurs : 35 000 Arbitrage : Sun Baojie |
| 14:30 UTC+2  | Rapport   |       |                     | Spectateurs : 35 000 Arbitrage : Sun Baojie | Spectateurs : 35 000 Arbitrage : Sun Baojie |

| 26 mars 2008 | Koweït                    | 2 – 2 | Iran                      | Al Kuwait Sports Club Stadium, Koweït           |                                                 |
| 19:45 UTC+3  | Ajab 38e · Al-Rashidi 81e |       | Nikbakht 2e · Hosseini 5e | Spectateurs : 15 000 Arbitrage : Matthew Breeze | Spectateurs : 15 000 Arbitrage : Matthew Breeze |
| 19:45 UTC+3  | Rapport                   |       |                           | Spectateurs : 15 000 Arbitrage : Matthew Breeze | Spectateurs : 15 000 Arbitrage : Matthew Breeze |

| 2 juin 2008    | Iran    | 0 – 0 | Émirats arabes unis | Stade Azadi, Téhéran                          |                                               |
| 19:00 UTC+4:30 |         |       |                     | Spectateurs : 50 000 Arbitrage : Lee Gi Young | Spectateurs : 50 000 Arbitrage : Lee Gi Young |
| 19:00 UTC+4:30 | Rapport |       |                     | Spectateurs : 50 000 Arbitrage : Lee Gi Young | Spectateurs : 50 000 Arbitrage : Lee Gi Young |

| 2 juin 2008 | Syrie          | 1 – 0 | Koweït | Abbasiyyin Stadium, Damas                      |                                                |
| 20:00 UTC+3 | Al-Hussain 52e |       |        | Spectateurs : 25 000 Arbitrage : Salem Mujghef | Spectateurs : 25 000 Arbitrage : Salem Mujghef |
| 20:00 UTC+3 | Rapport        |       |        | Spectateurs : 25 000 Arbitrage : Salem Mujghef | Spectateurs : 25 000 Arbitrage : Salem Mujghef |

| 7 juin 2008 | Émirats arabes unis | 0 – 1 | Iran     | Stade Khalifa Bin Zayed, Al Ain                  |                                                  |
| 20:00 UTC+4 |                     |       | Zandi 8e | Spectateurs : 9 000 Arbitrage : Yuichi Nichimura | Spectateurs : 9 000 Arbitrage : Yuichi Nichimura |
| 20:00 UTC+4 | Rapport             |       |          | Spectateurs : 9 000 Arbitrage : Yuichi Nichimura | Spectateurs : 9 000 Arbitrage : Yuichi Nichimura |

| 8 juin 2008 | Koweït                      | 4 – 2 | Syrie               | Thamer Stadium, Al Salmiya                          |                                                     |
| 20:45 UTC+3 | Ajab 2e 20e 63e · Jumah 57e |       | Al Khatib 10e 45+2e | Spectateurs : 10 000 Arbitrage : Abdullah Al Hilali | Spectateurs : 10 000 Arbitrage : Abdullah Al Hilali |
| 20:45 UTC+3 | Rapport                     |       |                     | Spectateurs : 10 000 Arbitrage : Abdullah Al Hilali | Spectateurs : 10 000 Arbitrage : Abdullah Al Hilali |

| 14 juin 2008 | Syrie   | 0 – 2 | Iran                       | Abbasiyyin Stadium, Damas                       |                                                 |
| 20:00 UTC+3  |         |       | Rezaei 64e · Khalili 90+5e | Spectateurs : 25 000 Arbitrage : Satop Tongkhan | Spectateurs : 25 000 Arbitrage : Satop Tongkhan |
| 20:00 UTC+3  | Rapport |       |                            | Spectateurs : 25 000 Arbitrage : Satop Tongkhan | Spectateurs : 25 000 Arbitrage : Satop Tongkhan |

| 14 juin 2008 | Koweït       | 2 – 3 | Émirats arabes unis            | Thamer Stadium, Al Salmiya                              |                                                         |
| 20:45 UTC+3  | Ajab 52e 79e |       | Matar 23e 39e · Mohammed 90+1e | Spectateurs : 20 000 Arbitrage : Subkhiddin Mohd Salleh | Spectateurs : 20 000 Arbitrage : Subkhiddin Mohd Salleh |
| 20:45 UTC+3  | Rapport      |       |                                | Spectateurs : 20 000 Arbitrage : Subkhiddin Mohd Salleh | Spectateurs : 20 000 Arbitrage : Subkhiddin Mohd Salleh |

| 22 juin 2008   | Iran                        | 2 – 0 | Koweït | Stade Azadi, Téhéran                        |                                             |
| 20:30 UTC+4:30 | Nekounam 17e · Rezaei 90+2e |       |        | Spectateurs : 20 000 Arbitrage : Sun Baojie | Spectateurs : 20 000 Arbitrage : Sun Baojie |
| 20:30 UTC+4:30 | Rapport                     |       |        | Spectateurs : 20 000 Arbitrage : Sun Baojie | Spectateurs : 20 000 Arbitrage : Sun Baojie |

| 22 juin 2008 | Émirats arabes unis | 1 – 3 | Syrie                            | Stade Khalifa Bin Zayed, Al Ain             |                                             |
| 20:00 UTC+4  | Matar 83e (pen.)    |       | Al-Hussain 34e 51e · Malki 90+3e | Spectateurs : 7 000 Arbitrage : Mark Shield | Spectateurs : 7 000 Arbitrage : Mark Shield |
| 20:00 UTC+4  | Rapport             |       |                                  | Spectateurs : 7 000 Arbitrage : Mark Shield | Spectateurs : 7 000 Arbitrage : Mark Shield |